# Velodrom Neo Phaliron
Velodrom Neo Phaliron (řecky: Νέο Φάληρο Ποδηλατοδρόμιο) představoval velodrom a sportovní arénu v řeckém Pireu. Vybudován byl pro athénské Letní olympijské hry 1896. Stal se dějištěm cyklistických soutěží, kde Francouz Paul Masson vybojoval tři zlaté medaile.

## Charakteristika
Velodrom, jehož ovál měřil 333,3 metrů, měl moderní vzhled s klopenými zatáčkami a kapacitou 7 000 diváků. Tříměsíční výstavba dosáhla částky 104 tisíc drachem. Následník řeckého trůnu Konstantin se pro podobu athénské arény inspiroval kodańským velodromem. Stavitelem se stal inženýr C. Bellini, jenž použil architektonické plány velodromu z Kodaně.
Západní tribuna obsahovala královskou lóži, z níž soutěže sledoval řecký král Jiří I. v doprovodu prince Konstantina, srbského panovníka Alexandra I. Obrenoviće, řecké královny Olgy Konstantinovny a prince Andrease.
Ve vnitřním poli se nacházely tenisové dvorce, na nichž byly odehrány některé zápasy tenisového olympijského turnaje. Na jejich výstavbu bylo uvolněno 3 500 drachem. Důvod, proč se tato událost konala na velodromu i v klubu, není s jistotou znám.

## Další osud
Později byla aréna používána jako fotbalový stadion. Při přestavbě v roce 1964 získala název Stadion Karaiskakis (Γήπεδο Γεώργιος Καραϊσκάκης). Kompletní renovace proběhla roku 2004, kdy se Karaiskakis s kapacitou 32 115 diváků stal dějištěm fotbalového turnaje na Letních olympijských hrách 2004.